# Bubble Baba Challenge

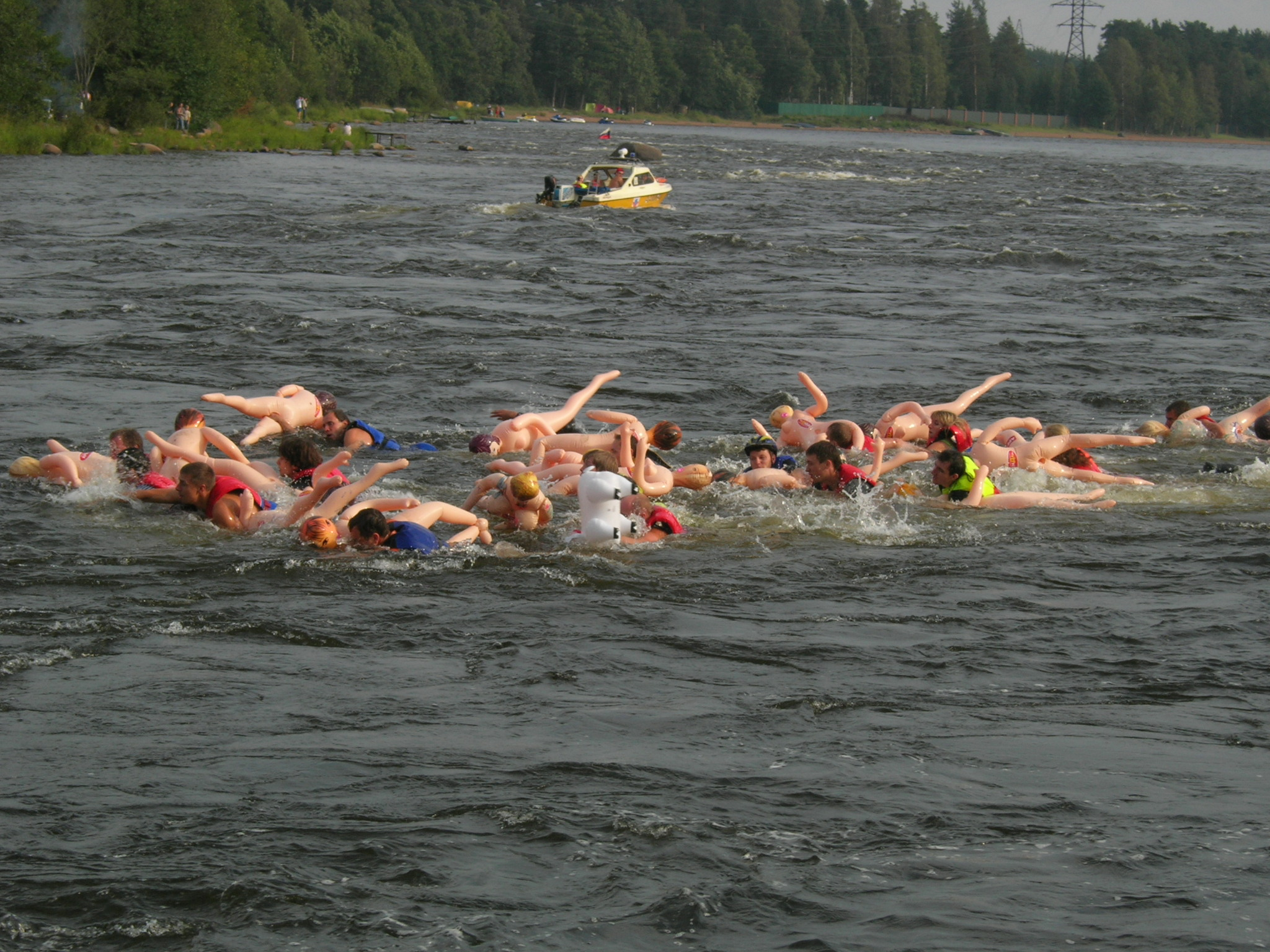
Bubble Baba Challenge 2007

La Bubble Baba Challenge è una gara di nuoto che si tiene nelle rapide del fiume Vuoksi, in Russia, in cui i concorrenti usano delle bambole gonfiabili per facilitare il proprio galleggiamento.

## Storia
La Bubble Baba Challenge è un evento annuale, la prima edizione risale al 2003, e nelle intenzioni degli organizzatori si propone di promuovere uno stile di vita sano. Nel 2011 hanno partecipato alla gara circa 800 persone. Nel 2012 l'evento è stato vietato dalle autorità per il "livello dell'acqua pericolosamente alto" e per i lavori in corso a valle per riparare strade e ponti ferroviari; gli organizzatori contestarono il divieto, sostenendo che era parte di una stretta nazionale sugli assembramenti di persone, e affermando che, essendo consapevoli dei problemi, avevano sviluppato un percorso sicuro.
Possono partecipare alla gara concorrenti di entrambi i sessi, purché abbiano almeno 16 anni, e tutti devono superare un test per calcolare il tasso alcolemico.
L'evento è ripreso nel 2021. Nel settembre 2023 uno degli organizzatori è stato messo sotto accusa per aver pubblicato foto dell'evento e condiviso notizie sulla competizione, che ai sensi del Codice degli illeciti amministrativi si configurerebbe come "diffusione di informazioni che mostrano mancanza di rispetto per la società". Nel 2024, a causa di pressioni da parte delle autorità analoghe a quelle dell'anno precedente, l'evento è stato annullato, sebbene il procedimento giudiziario abbia portato la corte al solo rinvio del caso alla polizia per chiarirne i dettagli.